# Ján Babjak
Ján Babjak (Hažín nad Cirochou, 28 ottobre 1953) è un arcivescovo cattolico slovacco, dal 25 aprile 2022 arcieparca emerito di Prešov.

## Biografia
È nato a Hažín nad Cirochou il 28 ottobre 1953.
Dopo l'esame di maturità è entrato nel seminario diocesano di Bratislava e ha studiato alla Facoltà teologica "Santi Cirillo e Metodio" a Bratislava. È stato ordinato presbitero il 11 giugno 1978 dal vescovo Joakim Segedi. È stato cappellano a Prešov. Nel 1987 è entrato nella Compagnia di Gesù. Nel 1989 è stato prefetto del seminario di Bratislava. Ha proseguito gli studi al Pontificio istituto orientale e ha ricevuto la licenza in spiritualità. Nel 1996 ha ricevuto il dottorato.
L'11 dicembre 2002 papa Giovanni Paolo II lo ha nominato eparca di Prešov. Ha ricevuto l'ordinazione episcopale il 6 gennaio 2003 dallo stesso pontefice. Il 30 gennaio 2008 l'eparchia è elevata ad arcieparchia metropolitana e Ján Babjak ne è divenuto il primo arcieparca.
Il 25 aprile 2022 papa Francesco ha accolto la sua rinuncia.

## Genealogia episcopale e successione apostolica
La genealogia episcopale è:
- Cardinale Scipione Rebiba
- Cardinale Giulio Antonio Santorio
- Cardinale Girolamo Bernerio, O.P.
- Arcivescovo Galeazzo Sanvitale
- Cardinale Ludovico Ludovisi
- Cardinale Luigi Caetani
- Cardinale Ulderico Carpegna
- Cardinale Paluzzo Paluzzi Altieri Degli Albertoni
- Papa Benedetto XIII
- Papa Benedetto XIV
- Papa Clemente XIII
- Cardinale Enrico Benedetto Stuart
- Papa Leone XII
- Cardinale Chiarissimo Falconieri Mellini
- Cardinale Camillo Di Pietro
- Cardinale Mieczysław Halka Ledóchowski
- Cardinale Jan Maurycy Paweł Puzyna de Kosielsko
- Arcivescovo Józef Bilczewski
- Arcivescovo Bolesław Twardowski
- Arcivescovo Eugeniusz Baziak
- Papa Giovanni Paolo II
- Arcivescovo Ján Babjak, S.I.

La successione apostolica è:
- Vescovo Milan Lach, S.I. (2013)
- Vescovo Marián Andrej Pacák, C.SS.R. (2018)